# Rhyothemis fulgens
Rhyothemis fulgens – gatunek ważki z rodziny ważkowatych (Libellulidae).